# الفيلق الثامن عشر (ألمانيا)
الفيلق الثامن عشر تم تشكيله في سالزبورغ، النمسا، في 1 أبريل 1938، بعد آنشلوس مع النمسا في الرايخ الألماني. شارك الفيلق في الحملة البولندية، فال فايس، والحملة في الغرب 1940 ( فال جيلب وفال روت)، وأداء واجبات الاحتلال في فرنسا. في 30 أكتوبر 1940، تخلى الفيلق عن بعض عناصره لتشكيل الفيلق الجبلي XXXXIX، وفي 1 نوفمبر، أعادوا تشكليه تحت اسم الفيلق الجبلي الثامن عشر.

## القادة
الفيلق الثامن عشر
- الجنرال دير إنفانتري يوجين باير (1 أبريل 1938 - يونيو 1940)
- جينيرال لوتنانت هيرمان ريتر فون سبيك (يونيو 1940 - 15 يونيو 1940)
- الجنرال دير جبيرجستروبيه فرانز بوم (15 يونيو 1940 - 1 نوفمبر 1940)

الفيلق الجبلي
- الجنرال دير جبيرجستروبيه فرانز بوم (1 نوفمبر 1940 - أكتوبر 1942)
- الجنرال دير جبيرجستروب كارل إغليسر (10 ديسمبر 1943 - 23 يونيو 1944)
- الجنرال دير إنفانتيرى فريدريش هوخباوم (23 يونيو 1944 - مايو 1945)

## منطقة العمليات
| تاريخ      | مجموعة الجيش   | منطقة               |
| ---------- | -------------- | ------------------- |
| يوليو 1940 | 12. Armee      | فرنسا               |
| مايو 1942  | AOK Lappland   | لابلاند، فنلندا     |
| أبريل 1945 | AOK Ostpreußen | غرب بروسيا، ألمانيا |